# Грінфілд (Оклахома)
Грінфілд (англ. Greenfield) — місто (англ. town) в США, в окрузі Блейн штату Оклахома. Населення — 114 особи (2020).

## Географія
Грінфілд розташований за координатами 35°43′44″ пн. ш. 98°22′39″ зх. д. / 35.72889° пн. ш. 98.37750° зх. д. (35.728917, -98.377535).  За даними Бюро перепису населення США в 2010 році місто мало площу 0,34 км², уся площа — суходіл.

## Демографія
Згідно з переписом 2010 року, у місті мешкали 93 особи в 45 домогосподарствах у складі 32 родин. Густота населення становила 271 особа/км².  Було 59 помешкань (172/км²).
Расовий склад населення:
| - 92,5 % — білих - 5,4 % — корінних американців |

До двох чи більше рас належало 2,2 %. Частка іспаномовних становила 0,0 % від усіх жителів.
За віковим діапазоном населення розподілялося таким чином: 12,9 % — особи молодші 18 років, 57,0 % — особи у віці 18—64 років, 30,1 % — особи у віці 65 років та старші. Медіана віку мешканця становила 56,1 року. На 100 осіб жіночої статі у місті припадало 93,8 чоловіків;  на 100 жінок у віці від 18 років та старших — 102,5 чоловіків також старших 18 років.
Середній дохід на одне домашнє господарство  становив 48 583 долари США (медіана — 35 625), а середній дохід на одну сім'ю — 56 737 доларів (медіана — 48 295). За межею бідності перебувало 4,3 % осіб, у тому числі 0,0 % дітей у віці до 18 років та 0,0 % осіб у віці 65 років та старших.
Цивільне працевлаштоване населення становило 30 осіб. Основні галузі зайнятості: освіта, охорона здоров'я та соціальна допомога — 46,7 %, сільське господарство, лісництво, риболовля — 16,7 %, мистецтво, розваги та відпочинок — 13,3 %.